# Muñogalindo (kommunhuvudort)
Muñogalindo är en kommunhuvudort i Spanien.   Den ligger i provinsen Provincia de Ávila och regionen Kastilien och Leon, i den centrala delen av landet, 100 km väster om huvudstaden Madrid. Muñogalindo ligger 1 134 meter över havet och antalet invånare är 435.
Terrängen runt Muñogalindo är kuperad norrut, men söderut är den platt. Runt Muñogalindo är det mycket glesbefolkat, med 5 invånare per kvadratkilometer. Närmaste större samhälle är Ávila, 17,8 km öster om Muñogalindo. Trakten runt Muñogalindo består till största delen av jordbruksmark.